# Grzegorz (Kozyriew)
Grzegorz, imię świeckie Siergiej Aleksiejewicz Kozyriew (ur. 1 września?/13 września 1882 w Pożarju, zm. 1937) – rosyjski biskup prawosławny. 

## Życiorys
Był synem kapłana prawosławnego. Ukończył seminarium duchowne w Twerze, lecz nie przyjął święceń duchownych, lecz podjął pracę nauczyciela w szkole ziemskiej i wykonywał ją od 1902 do 1908. Następnie podjął wyższe studia teologiczne w Moskiewskiej Akademii Duchownej i został wykładowcą Pisma Świętego w seminarium duchownym we Włodzimierzu. Wieczyste śluby mnisze złożył 26 lutego 1917. W marcu tego samego roku został wyświęcony na hierodiakona, a następnie na hieromnicha. Pracę w seminarium kontynuował do jego zamknięcia w 1918. Następnie był wykładowcą teologii dogmatycznej i moralnej, psychologii i filozofii w szkole teologicznej przygotowującej kandydatów do kapłaństwa we Włodzimierzu oraz służył w cerkwi przy miejscowym szpitalu. Po zamknięciu szkoły teologicznej zamieszkał w Ostrowskiej Pustelni Wprowadzenia Matki Bożej do Świątyni, pełniąc równocześnie obowiązki proboszcza parafii w Kabanowie. 
27 września 1923 został wyświęcony na biskupa pietropawłowskiego, wikariusza eparchii omskiej (głównym konsekratorem był patriarcha moskiewski i całej Rusi Tichon). Biskup Grzegorz nigdy nie dotarł do wyznaczonego mu miejsca służby duszpasterskiej, gdyż został uwięziony na Butyrkach, a następnie w łagrze w dawnym Monasterze Sołowieckim. Przebywał w nim od stycznia do listopada 1924, po czym został zwolniony i mógł wrócić do Moskwy. Z tytułem biskupa wolskiego został wikariuszem eparchii saratowskiej. Służył w soborze Trójcy Świętej w Saratowie, pełnił funkcję sekretarza eparchii i brał udział w publicznych debatach z ateistami. W grudniu 1926 został ponownie aresztowany i przebywał w więzieniu w Saratowie do maja roku następnego.
Jeszcze przebywając na wolności biskup Grzegorz nie uznał ważności objęcia obowiązków zastępcy locum tenens Patriarchatu Moskiewskiego przez metropolitę niżnonowogrodzkiego i arzamaskiego Sergiusza i dołączył do grupy tzw. „opozycji daniłowskiej”, której przywódcą był arcybiskup Teodor (Pozdiejewski). Mimo to w maju 1927 został mianowany biskupem suzdalskim, wikariuszem eparchii włodzimierskiej, zaś w 1929 – nowotorskim, wikariuszem eparchii kalinińskiej. W 1937 mianowany ordynariuszem eparchii barnaułskiej i ałtajskiej, nigdy nie dojechał do swojej eparchii, gdyż został ponownie aresztowany. Skazany na karę łagru, jeszcze w tym samym roku został rozstrzelany. 
Bracia biskupa Grzegorza również zostali duchownymi i wszyscy padli ofiarą represji stalinowskich:
- hieromnich Daniel (Kozyriew) zginął w łagrach,
- Nikołaj Kozyriew został aresztowany w 1938, jego dalszy los pozostaje nieustalony,
- Joann i Wasilij zostali aresztowani w 1937 i rozstrzelani 4 listopada tego roku. W 2000 Rosyjski Kościół Prawosławny uznał ich za świętych[1].